# Pete Henry
Wilbur Francis Henry (Mansfield, Ohio, 31 de octubre de 1897 – Washington, Pensilvania, 7 de febrero de 1952), más conocido como Pete Henry, fue un jugador profesional estadounidense de fútbol americano que se desempeñó en la posición de tackleador en la National Football League (NFL). Es miembro del Salón de la Fama del Fútbol Americano Profesional.

## Carrera
Henry jugó como profesional seis temporadas en Canton Bulldogs (1920-1923, 1925-1926), después pasó a New York Giants (1927), posteriormente a Pottsville Maroons, donde jugó una temporada (1927-1928), y fue el equipo en el que se retiró.

## Reconocimientos
El 7 de septiembre de 1963 fue seleccionado para ser miembro del Salón de la Fama del Fútbol Americano Profesional.